# Олешнянский сельский совет (Ахтырский район)
Олешнянский сельский совет (укр. Олешнянська сільська рада) входит в состав Ахтырского района Сумской области Украины.
Административный центр сельского совета находится в с. Олешня.

## Населённые пункты совета
- с. Олешня
- с. Горяйстовка
- с. Комаровка
- с. Лысое
- с. Новое
- с. Пасеки
- с. Садки